# Partido Democrático Constitucional de Japón
El Partido Democrático Constitucional de Japón (立憲民主党 Rikken Minshutō?, también conocido como CDP) es un partido político de Japón, fundado el 2 de octubre de 2017 por Yukio Edano. Fue creado a partir de un bloque de diputados liberales y de izquierda del Partido Democrático (PD), con miras a las elecciones generales de 2017.
El 28 de septiembre de 2017, el PD anunció que no participaría en las elecciones generales y dio vía libre para que los candidatos se postulasen vía Partido de la Esperanza de la gobernadora de Tokio Yuriko Koike o independientes. El partido fue creado el 2 de octubre por el vicepresidente del PD Yukio Edano, para aglutinar a candidatos que no querían o fueron rechazados como candidatos del Partido de la Esperanza.
Fue refundado en septiembre de 2020, a partir de la mayoría de los legisladores del Partido Democrático para el Pueblo, y representantes independientes.
El 14 de noviembre de 2020, el Partido Socialdemócrata de Japón (SDP) votó a favor de un acuerdo de fusión con el CDP, permitiendo a los miembros del SDP abandonar el partido y unirse al CDP. Sin embargo, la líder del SDP, Mizuho Fukushima, se opuso al acuerdo de fusión y, como resultado, permanece en el Partido Socialdemócrata.

## Ideología
El partido se opone a la revisión propuesta del artículo 9 de la constitución japonesa introducida posterior a la Segunda Guerra Mundial. Además, el CDP apoya la eliminación gradual de la energía nuclear en el país y la inversión del gobierno en energías renovables. El partido no apoya la legalización y el mantenimiento de los casinos. También apoya "la construcción de una sociedad que se apoye mutuamente y haga pleno uso de la individualidad y la creatividad, expresando su apoyo a la democracia de base y el pacifismo diplomático".
El partido apoyó una congelación en el aumento del impuesto al consumo a partir de 2017 y apoya un recorte temporal de dicho impuesto a partir de 2020, junto con impuestos más altos a las corporaciones y personas adineradas.

## Resultados electorales

### Cámara de Representantes
| Elecciones | Líder          | # de candidatos | # de escaños | ±- | # de votos      | % de votos | Gobierno  |
| ---------- | -------------- | --------------- | ------------ | -- | --------------- | ---------- | --------- |
| 2017       | Yukio Edano    | 78              | 55/465       | 18 | 11.084.890 (#2) | 19,88%     | Oposición |
| 2021       | Yukio Edano    | 240             | 96/465       | 41 | 11.492.095 (#2) | 20,00%     | Oposición |
| 2024       | Yoshihiko Noda | 237             | 148/465      | 52 | 11.564.222 (#2) | 21,20%     | Oposición |